# Marie Wieck
Pour les articles homonymes, voir Wieck.
Marie Wieck, née le 17 janvier 1832 à Leipzig et morte le 2 novembre 1916 à Dresde, est une pianiste, chanteuse, professeure de piano et compositrice saxonne. Elle est la fille du célèbre professeur de piano Friedrich Wieck et la demi-sœur cadette de Clara Schumann qui avait 12 ans de plus qu'elle.

## Biographie

### Jeunesse et formation
Marie est née à Leipzig de Friedrich Wieck et de sa seconde épouse Clementine Fechner. Sa mère est la sœur du peintre Eduard Clemens Fechner et du pionnier de la psychologie expérimentale Gustav Fechner. Elle est formée dès son plus jeune âge au piano et au chant par son père. La première apparition publique de Marie remonte à 1842, lorsqu'elle et sa demi-sœur Clara se sont produites lors d'un concert à Dresde. Elle s'est ensuite produite avec son père au Gewandhaus de Leipzig.

## Carrière

### Pianiste et compositrice
Chanteuse et pianiste éminente, Wieck chante dans des concerts avec sa demi-sœur Clara et s'est également produite avec la femme de Joseph Joachim, la chanteuse d'opéra Amalie Schneeweiss. Elle est nommée pianiste de cour pour les concerts de chambre du prince de Hohenzollern.
Marie Wieck a composé et publié plusieurs œuvres pour piano, dont des Études pour piano et des études pour voix. Elle est reconnue pour avoir travaillé à attirer l'attention du public sur la musique allemande, en particulier à Londres, où elle s'est produite en public pendant cinq saisons. Marie ne s'est jamais mariée.
Elle est enterrée au cimetière de la Sainte-Trinité de Dresde (de), et ses biens sont déposés à la maison Robert-Schumann (de) de Zwickau.

## Œuvres

### Piano seul
- 3 Etüden
- Fantasie über skandinavische Volkslieder

### Musique vocale
- 2 Abendlieder, pour voix élevée et piano
- 2 Geistliche Lieder, pour voix élevée et piano
- A Maria, pour voix élevée et piano
- Geistliches Lied, pour chœur d'enfants et ensemble instrumental
- Traugesang, pour voix et piano